# Mister NO (glazbeni sastav, Split)
Mister NO je hrvatski rock sastav iz Splita.

## Povijest
Ime sastava nema veze s talijanskim stripom Mister No, nego se Slaven prijavio za izbor mistera Hrvatske devedesetih godina i kad ga je agentica zvala da je favorit i da se samo treba pojavit na natjecanju on je rekao ne. Tako je među prijateljima postao poznat kao mister NO. Iako je svoju prvu pjesmu snimio 1995 godine Preoštri val gdje je aranžman radio Albert Limić i snimio bas, gitaru je snimio Zlatko Brodarić, sastav Mister NO osnovao je 1999. godine Slaven Slišković nakon desetak godina pisanja pjesama. Korijeni kultnog splitskog sastava Mister NOa datiraju iz vremena dok se osnivač Slišković još uspješno bavio vaterpolom. Bio je juniorski reprezentativac Jugoslavije i pred sobom je imao ugovor sa splitskim Jadran Koteksom kojeg je i potpisao. Bio je kapetan kadetima i juniorima Jadrana. Tada trener nije birao kapetana već su ga igrači izabrali, a on je Izabrao drugi put, jer je više volio čitati književnost. Bio je u to doba jedini Dalmatinac koji je bio član juniorske reprezentacije Jugoslavije.  Počeo je primati hranarinu od Jadran Koteksa  (oko 200 eura sadašnjih mjesečno) sa svojih 15 godina. Pri jednom športskom boravku u Beogradu na pripremama reprezentacije u jednoj je knjižari prijevod zbirke poezije Jima Morrisona, frontmena The Doorsa i tad je otkrio svoju ljubav prema poeziji. Slija je u trećem razredu srednje škole napisao prvu pjesmu. Nazvao ju je Grebeni. U četvrtom razredu je napisao još nekoliko pjesama. Otkazana predstava, Nekoliko oblaka, Nosači vode, Stablo žireva, Cvijet za gospođicu Rak, Preoštri val, Poplava oseke, Na ulazu u grad. Za par godina, 1999. godine, snimljen je Slobodan i Dvojnik slučajnog prolaznika. Od godine 2001. ozbiljnije su pristupili glazbenom radu. Slaven Slišković je poznati hrvatski pjesnik koji je napisao preko tisuću pjesama i objavio 5 zbirki pjesama "Šibe poznatih maćeha" 1997., Prodavaonica lakog streljiva i optičkih ciljnika" 2004., "Tvoja nevinost je popularna u mojoj ulici" 2006., "Ženski petko" 2012. i "Pričao sam s pticama 2020. Napisao je i šestu zbirku Sok od balerine koja uskoro čeka objavu. Objavio je još dramu "Jelenova suza" 2005. i monodramu "Korona Bonaparte" 2020. Napisao je i objavio još oko tridesetak priča.
Frontmen je Slaven Slišković. Sastav je tek nakon 20 godina postojanja objavio svoj prvi album. 2019. objavili su album Taj u izdanju Dallas Recordsa na kojemu su četiri singla – "Običan dan", "Ne, nije bol", "Soba njene rodice" feat. Žuvi te ključnim singl "Ma hajde dođi Iva". Zadnja pjesma je o djevojci Ivi iz Zaprešića, koja je bila Slijina muza. Ivu je umirovio 2005. godine kao lika. Album Taj  rock skladbi kroz koje prolazimo raznim fazama stvaralaštva Slavena Sliškovića Slije.. Nakon albuma Taj s 13 pjesama koji su objavili u siječnju 2019. u izdanju Dallas Recordsa, svibnja 2019. Dana 2. veljače 2022. godine sastav izdaje svoj drugi dvostruki album Blatnjavo nebo sa 19 pjesama. Frontmen Slija obrazložio je to time riječima "Imao sam te pjesme, skupilo ih se i htio sam se riješiti toga. Teret je to nositi u sebi neobjavljeno. Tako širiš koronu - stvaraš, a ne djeluješ." Vlastiti unutarnji opus pjesama mu je obilan da kaže da mu je sad preostalo objavljivati pjesme. Kao sastav ne djeluju preko koncerata, nego kao virtualni sastav. Dana 14. veljače 2022. sastav izdaje spot za pjesmu Čitat ću ti dlan.. Dana 5. srpnja 2022. godine objavili su spot za pjesmu s trećeg albuma Ostat ću bez nje iz zbirke pjesama Pričao sam s pticama (2020. g.). Dana 15. kolovoza 2022. godine mister NO izdaje na Bandcampu dvije pjesme Đorđa Balaševića Prave mačke i Sancho Panza, jednu Drage Mlinarca Zeleni otok u izvedbi mister NO Split i obradu talijanske pjesme Che colpa abbiamo noi koju Slija pjeva na talijanskom jeziku. Sve 4 pjesme objavljuju na Bandcampu za nadolazeći album Za tvoj rođendan. .Od 19. 4. 2023. g. do 3. 5. 2023. g. grupa mister NO objavljuje na svom You tube kanalu pet obrada i šest autorskih spotova, 2 live koncerta iz 2006 godine iz Zagreba (KSET) i iz Splita (KENJARA). Dana 5. 5. 2023. godine Slavenu umire majka za koju je bio jako vezan. Dana 15. 6. 2023 godine mister NO objavljuje na Bandcampu svoj treći dvostruki studijski album  Za tvoj rođendan sa 16 pjesama. U listopadu 2023 izlaze cdeovi Blatnjavo nebo i Za tvoj rođendan. Grupa mister NO 2024. slavi 25 godina postojanja.. 3. 7. 2024 godine mister NO objavljuje pjesmu Ovo je Split na You tubu i Bandcampu. Glazbu je napravio Bob Dylan, a tekst Slaven Slišković. Od 1. 2. 2025 g. do 25. 3. 2025 grupa je objavila stotinjak pjesama koje više ne pjeva Slija već dvadesetak amaterskih pjevača, pjevačica i repera. On je za sve pjesme napravio glazbu a tekstovi su iz zbirke Ženski Petko i najviše iz zbirke Pričao sam s pticama, a ima i novih iz još neobjavljene knjige Sok od balerine. To su snimali cijele 2024 godine do veljače 2025 godine.

Diskografija
- Taj, Dallas Records, CD 13 pjesama Siječanj 2019.
- Blatnjavo nebo, Ruvina Records CD 19 pjesama, Ožujak 2024.
- Za tvoj rođendan, Ruvina Records CD 16 pjesama, Ožujak 2024.

## Članovi
Tijekom godina postava se mijenjala, a jedini stalni član je ostao Slaven Slišković 
Članovi su do danas bili:
- Slaven Slišković  (vokal, gitarist, stihovi i glazba)
- Boris Kontak (back vokal)
- Ante Puljiz (back vokal)
- Vladimir Garić (gitara)
- Marijan Katić (gitara)
- Tanja Leskur (klavijature)
- Ognjen Pavlović (bas)
- Miodrag Spasić (bas)
- Boris Ždero (gitara, bas, programiranje, mix i mastering)
- Šime Stipaničev (bas)
- Toni Silobrčić (bubnjevi)
- Anton Možnik (bubnjevi)
- Karlo Kazinoti  (bubnjevi)
- Gordan Tudor (saksofon)
- Vili Miličević (produkcija)

## Zanimljivosti
Slaven Slišković se pojavljuje u spotovima The Obala feat. Sunčica - Evo me, TBF - S mog prozora, mister NO - Bježim se, mister NO - Ma hajde, dođi Iva, mister NO - Čitat ću ti dlan, mister NO - Ostat ću bez nje, mister NO - Ivana, mister NO - Ovo je Split.

## Vanjske poveznice
- Mister NO na YouTubeu
- Mister NO na Bandcampu
- Mister NO na MySpaceu
- Mister NO  Arhivirana inačica izvorne stranice od 22. lipnja 2007. (Wayback Machine) na blog.hr, službene stranice